# 酒井美直
酒井 美直（さかい みな、1983年 - ）は、元『AINU REBELS』代表。アイヌ民族舞踊家。
猫ボランティア
野良猫の去勢、里親探しをしていたが、その後はボランティア活動の地を離れ移住した。

## 略歴
1983年（昭和58年）帯広市生まれ。名前の「美直」の読み方「ミナ」は、アイヌ語で「笑う」である 。父親は、幕別町チロットコタンのアイヌ人。4歳のときより、ダンスを学ぶ 。10歳頃より、アイヌの伝統舞踊を習う。帯広市立帯広第五中学校及び帯広北高等学校を卒業する。高校1年生の時、カナダを訪れ先住民の人たちとの文化交流に参加する。桜美林大学に入学し国際学部を卒業する。
2006年、『AINU REBELS』の結成に際して活躍、代表となる。音楽活動の一方で、公演活動を行っている。財団法人アイヌ文化振興・研究推進機構アイヌ文化アドバイザーにも選ばれる。2008年1月13日NHK放映の『ETV特集』の『僕たちのアイヌ宣言〜"民族"と"自分"のはざまで』に、『AINU REBELS』の仲間と共に、出演する。
2010年6月、『AINU REBELS』は活動停止となる。